# Rhove
 (janvier 2024).
Rhove est un rappeur et chanteur italien, né Samuele Roveda le 1er juin 2001 à Rho.

## Biographie

### Début (2019-20)
Rhove commence sa carrière musicale en 2019, lorsqu'il a sorti un premier EP intitulé Six Stars, qui a ensuite été supprimé. En décembre 2020, il sort son premier single Blanc Orange (Nanana). 

### Shakerando(2021)
Son succès débute lorsque le 15 décembre 2021 il publie le titre Shakerando, qui au printemps suivant passe sept semaines consécutives au sommet du Top Singles, étant certifiée sept fois disque de platine par la Fédération italienne de l'industrie musicale pour plus de 700 000 unités vendues au niveau national et rencontre un succès généralisé sur les plateformes de musique numérique. La popularité de la chanson a conduit à l'entrée de quatre autres chansons du rappeur dans les charts italiens dont trois disques d'or pour La zone, La province #1 et Cancelo[réf. souhaitée]. Sa participation à divers festivals de musique s'est également confirmée au cours de l'été 2022, notamment Rock in Roma dans la capitale, Summer Vibez à Ferrare et Rugby Sound à Legnano. Le 10 juin suivant, il sort son premier EP Provinciale.

### PeléetPopolari(2023-24)
Le 16 mars 2023, après presque un an d'absence, il sort le single Pelé. Popolari son premier album studio, est sorti chez EMI Italy et Universal Italia en mars 2024.

## Discographie

### Album
- 2024 –  Popolari

### EP
- 2022 – Provinciale

### Titres
En tant qu'artiste principal
- 2020 – Blanc Orange (Nanana)
- 2021 – Provincia
- 2021 – Corso Europa
- 2021 – Montpellier
- 2021 – Ye Freestyle
- 2021 – La zone (feat. Shiva)
- 2021 – Jungle
- 2021 – Shakerando
- 2022 – Laprovince #1
- 2022 – Seignosse (avec Madfingerz)
- 2022 – Cancelo
- 2022 – Laprovince #2 (avec Madfingerz)
- 2023 – Pelé (avec Madfingerz)
- 2023 – Fouet Fouet
- 2023 – Ancora
- 2023 – Petit fou fou (feat. Anna)
- 2024 – Popolari
- 2024 – Zigzag
- 2024 – Alé (feat. Capo Plaza)
- 2024 – Walkie Talkie (Red Bull 64 Bars) (avec Madfingerz)
- 2024 – Di Rho

En tant qu'artiste invité
- 2020 – Phone (LVSH feat. Rhove)
- 2024 – Marijuana (Yung Snapp feat Rhove)

### Collaborations
- 2022 – Zonda (Wayne Santana avec Neves17 et Rhove)
- 2022 – CellPhone (Shiva feat. Rhove et Bianca Costa)
- 2022 – Audi (Sick Luke avec Rhove et Capo Plaza)
- 2022 – Europa (Jul avec Morad, Rhove et Elai)
- 2022 – Grazie la zone (Jul feat. Rhove)
- 2023 – Desolé (Drillionaire feat. Rhove et Geolier)
- 2023 – Calle (RAF Camora avec Skinny Flex et Rhove)
- 2024 – Dal confine (Sadturs et Kiid feat. Rhove et Nerissima Serpe)
- 2024 – Petit génie (Remix italien) (Jungeli feat. Rhove, Germo67, Imen Es et Lossa)
- 2024 – Malade (Kuremino avec Rhove)

## Remarques
1. ↑  « À la découverte de Rhove, le Jul italien qui affole les scores avec ses tubes », sur chartsinfrance.net (consulté le 2 janvier 2025)
2. ↑  (en) « RHOVE - SHAKERANDO (SONG) » (consulté le 4 janvier 2025)
3. ↑  (it) Francesco Carrubba, « Rhove: il rapper di provincia che sta "shakerando" il mondo della musica », sur Radio Italia, 16 maggio 2022
4. ↑  (it) « SHIVA, PAKY, RHOVE e NERISSIMA SERPE in concerto a ROMA »
5. ↑  (it) Tiziana Barbetta, « Prima edizione del Summer Vibez Festival: annunciati i nuovi nomi nella Line-Up », 30 maggio 2022
6. ↑  « SHIVA, PAKY, RHOVE e NERISSIMA SERPE in concerto a LEGNANO (MILANO) »
7. ↑  « Rhove, esce l'EP di debutto 'Provinciale' », sur ANSA, 10 giugno 2022
8. ↑  (it) « Rhove, il ritorno del rapper con il singolo "Pelé" dal 17 marzo », sur Agenzia Nazionale Stampa Associata, 15 marzo 2023
9. ↑  (it) « Rhove presenta "Popolari", l'atteso album di debutto », sur TGcom24, 29 marzo 2024